# Budismo y filosofía occidental
El pensamiento budista y la filosofía occidental incluyen paralelismos interesantes. 

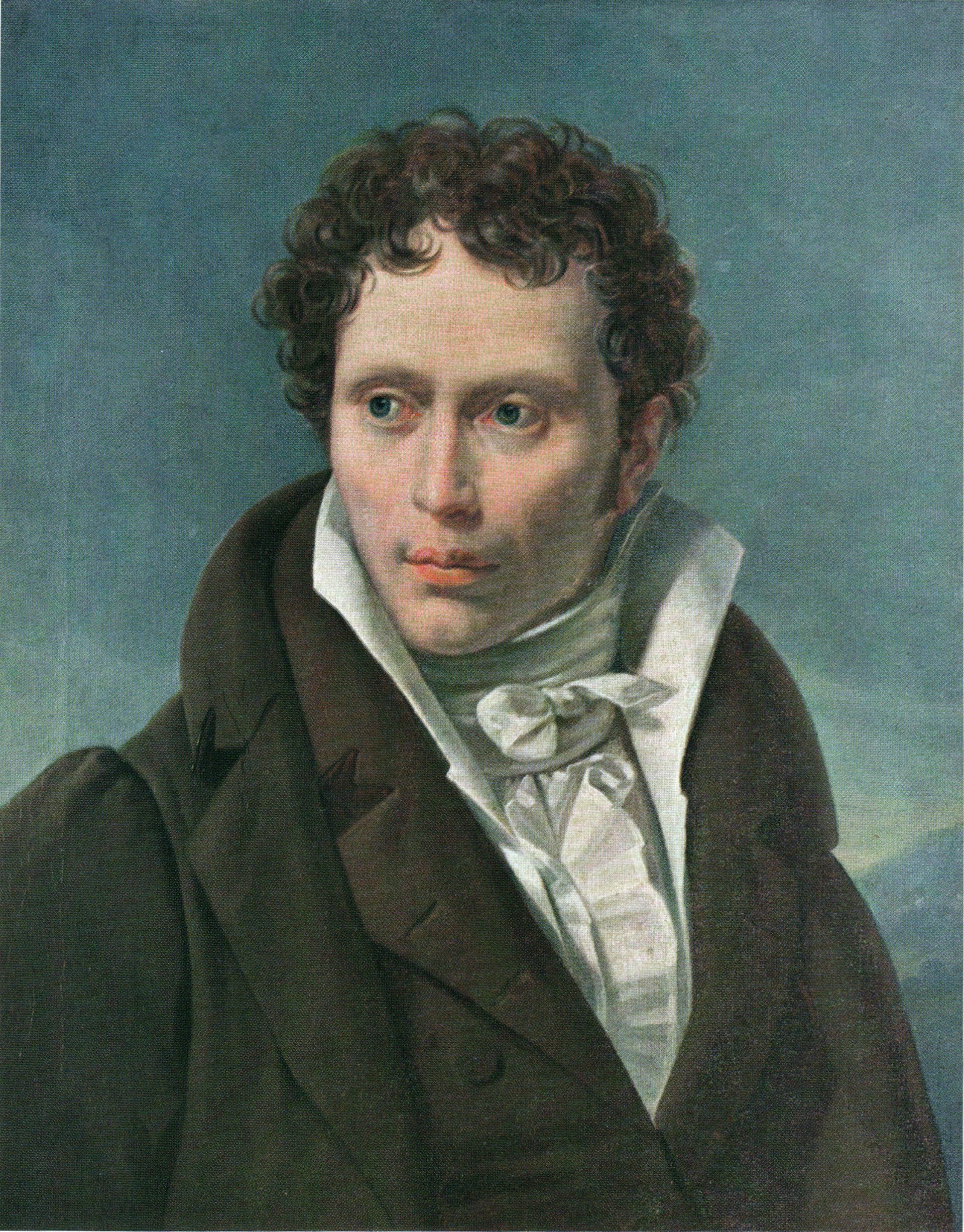
Schopenhauer en 1815

Antes del siglo XX algunos pensadores europeos como Arthur Schopenhauer y Friedrich Nietzsche se habían comprometido con el pensamiento budista. Del mismo modo, en las naciones asiáticas con poblaciones budistas, también hubo intentos de llevar las ideas del pensamiento occidental a la filosofía budista, como se puede ver en el surgimiento del modernismo budista. 
Con la expansión del budismo en Occidente tras la Segunda Guerra Mundial, algunos académicos han mostrado un interés considerable en un enfoque comparativo e intercultural entre la filosofía oriental y la occidental. Gran parte de este trabajo ahora se publica en revistas académicas como Philosophy East and West

## Hume y el No-yo
El filósofo escocés David Hume escribió:
"When I enter most intimately into what I call myself, I always stumble on some particular perception or other, of heat or cold, light or shade, love or hatred, pain or pleasure. I never catch myself at any time without a perception, and never can observe any thing but the perception"
Según Hume, entonces, no hay nada que sea constantemente estable que podamos identificar como el yo, solo un flujo de experiencias diferentes. Nuestra visión de que hay algo sustancial que une todas estas experiencias en conjunto es para Hume simplemente imaginario. El yo es una ficción que se atribuye a todo el flujo de experiencias.
Pain and pleasure, grief and joy, passions and sensations succeed each other, and never all exist at the same time. It cannot, therefore, be from any of these impressions, or from any other, that the idea of self is deriv'd; and consequently there is no such idea...I may venture to affirm of the rest of mankind, that they are nothing but a bundle or collection of different perceptions, which succeed each other with an inconceivable rapidity, and are in a perpetual flux and movement.
Esta teoría "Bundle" de la identidad personal es muy similar a la noción budista del No-yo o Anātman, que sostiene que el yo unitario es una ficción y que no existe nada más que una colección de cinco agregados. De manera similar, tanto Hume como la filosofía budista sostienen que es perfectamente aceptable hablar de identidad personal de una manera mundana y convencional mientras se cree que en última instancia no existen tales cosas.  El estudioso de Hume Alison Gopnik incluso argumenta que Hume pudo haber tenido contacto con la filosofía budista durante su estancia en Francia (que coincidió con su escritura del Tratado de la Naturaleza Humana) a través de misioneros jesuitas.
El filósofo británico Derek Parfit abogó por una teoría reduccionista y deflacionista de la identidad personal en su libro Razones y Personas. De acuerdo con Parfit, además de un flujo de eventos mentales y físicos causalmente conectados, no existen "entidades separadas por separado, distintas de nuestros cerebros y cuerpos". Parfit concluye que "Buda habría estado de acuerdo". Parfit también argumenta que esta visión es liberadora y conduce a una mayor empatía.
¿Es la verdad deprimente? Algunos pueden encontrarlo así, pero lo encuentro liberador y consolador. Cuando creí que mi existencia era un hecho más importante, parecía encarcelado en mí mismo. Mi vida parecía un túnel de vidrio, a través del cual me movía más rápido cada año y al final del cual había oscuridad. Cuando cambié mi punto de vista, las paredes de mi túnel de vidrio desaparecieron. Ahora vivo al aire libre. Todavía hay una diferencia entre mis vidas y las vidas de otras personas pero la diferencia es menor. Otras personas están más cerca. Estoy menos preocupado por el resto de mi propia vida y más preocupado por las vidas de los demás.
Según Larissa MacFarquhar de The New Yorker, los pasajes de Razones y Personas han sido estudiados y cantados en un monasterio budista tibetano.
Otros filósofos occidentales que han atacado la visión de un yo-permanente son Daniel Dennett (en su artículo "El yo como centro de gravedad narrativa") y Thomas Metzinger ("The Ego Tunnel").